# Pothos (planta)
Pothos es un género con 229 especies de plantas fanerógamas perteneciente a la familia Araceae. Antiguamente, la especie Epipremnum aureum fue clasificada dentro de este género y se conoce con ese nombre comúnmente.
Es originario del oeste del Océano Índico y de las regiones tropicales y subtropicales de Asia hasta el sudoeste del Pacífico.

## Taxonomía
El género fue descrito por Carlos Linneo y publicado en Species Plantarum 2: 968. 1753. La especie tipo es: Pothos scandens L.

## Especies
| - Pothos armatus C.E.C.Fisch. - Pothos atropurpurascens M.Hotta - Pothos barberianus Schott - Pothos beccarianus Engl. - Pothos brassii B.L.Burtt - Pothos brevistylus Engl. - Pothos brevivaginatus Alderw. - Pothos chinensis (Raf.) Merr. - Pothos clavatus Engl. - Pothos crassipedunculatus Sivad. & N.Mohanan - Pothos curtisii Hook.f. - Pothos cuspidatus Alderw. - Pothos cylindricus C.Presl - Pothos dolichophyllus Merr. - Pothos dzui P.C.Boyce - Pothos englerianus (Engl.) Alderw. - Pothos falcifolius Engl. & K.Krause - Pothos gigantipes Buchet ex P.C.Boyce - Pothos gracillimus Engl. & K.Krause - Pothos grandis Buchet ex P.C.Boyce & V.D.Nguyen - Pothos hellwigii Engl. - Pothos hookeri Schott - Pothos inaequilaterus (C.Presl) Engl. - Pothos insignis Engl. - Pothos junghuhnii de Vriese - Pothos keralensis A.G. Pandurangan & V.J. Nair - Pothos kerrii Buchet ex P.C.Boyce - Pothos kingii Hook.f. | - Pothos lancifolius Hook.f. - Pothos laurifolius P.C.Boyce & A.Hay - Pothos leptostachyus Schott - Pothos longipes Schott - Pothos longivaginatus Alderw. - Pothos luzonensis (C.Presl) Schott - Pothos macrocephalus Scort. ex Hook.f. - Pothos mirabilis Merr. - Pothos motleyanus Schott - Pothos oliganthus P.C.Boyce & A.Hay - Pothos ovatifolius Engl. - Pothos oxyphyllus Miq. - Pothos papuanus Becc. ex Engl. - Pothos parvispadix Nicolson - Pothos philippinensis Engl. - Pothos pilulifer Buchet ex P.C.Boyce - Pothos polystachyus Engl. & K.Krause - Pothos remotiflorus Hook. - Pothos repens (Lour.) Druce - Pothos salicifolius Ridl. ex Burkill & Holttum - Pothos scandens L. - Pothos tener (Roxb.) Wall. - Pothos thomsonianus Schott - Pothos touranensis Gagnep. - Pothos versteegii Engl. - Pothos volans P.C.Boyce & A.Hay - Pothos zippelii Schott |